# Cryptoblepharus nigropunctatus
Espèce
Synonymes
- Ablepharus nigropunctatus Hallowell, 1861
- Ablepharus boutonii nigropunctatus Hallowell, 1861

Cryptoblepharus nigropunctatus est une espèce de sauriens de la famille des Scincidae.

## Répartition
Cette espèce est endémique du Japon. On peut la trouver dans la région de Kantō ainsi que dans l'archipel d'Ogasawara dans les îles Minamitori, Chichi et Haha  :

## Publication originale
- Hallowell, 1861 "1860" : Report upon the Reptilia of the North Pacific Exploring Expedition, under command of Capt. John Rogers, U. S. N. Proceedings of the Academy of Natural Sciences of Philadelphia, vol. 12, p. 480-510 (texte intégral).